# 高木証券
髙木証券（たかぎしょうけん）は、大阪市北区に本店を置いていた日本の証券会社。2019年7月、東海東京証券と合併し消滅した。

## 沿革
- 1876年（明治6年） - 髙木両替店創立。
- 1881年（明治11年）8月 - 大阪株式取引所創設、同所仲買人に加入。
- 1910年（明治43年）2月 - 国債下引受団及び大阪株式現物団が結成され、その一員に参加。
- 1918年（大正7年）11月 - 大阪市西区阿波座中通一丁目13番地に株式会社高木商店設立、資本金300万円。
- 1944年（昭和19年）4月 - 髙木証券株式会社と商号変更、本店を大阪市東区北浜二目80番地の1北浜ビルに移転。
- 1948年（昭和23年）7月 - 証券取引法による証券業者登録。
- 1949年（昭和24年）4月 - 大阪証券取引所正会員に加入。
- 1963年（昭和38年）7月 - 本店を大阪市北区梅田1番地大阪神ビルに移転。
- 1964年（昭和39年）12月 - 東京都中央区日本橋茅場町一丁目20番地所在の東京昭和証券株式会社を合併、同所に東京支店を設置。
- 1965年（昭和40年）1月 - 東京証券取引所正会員に加入。
- 1968年（昭和43年）4月 - 証券業免許制度に伴う免許取得。
- 1971年（昭和46年）5月 - 本店を現在地に移転。
- 1973年（昭和48年）
  - 3月 - 東京支店を東京都中央区日本橋兜町一丁目1番地に移転。
  - 6月 - 資本金4億円に増資。
- 1980年（昭和55年）
  - 6月 - 資本金6億円に増資。
  - 9月 - 東京支店を東京都中央区日本橋1-12-11に移転。
- 1983年（昭和58年）7月 - 資本金10億5,000万円に増資。
- 1986年（昭和61年）4月 - 資本金18億3,000万円に増資。
- 1987年（昭和62年）
  - 7月 - 名古屋証券取引所正会員に加入。
  - 9月 - 資本金33億7,000万円に増資し、総合証券会社となる。
- 1989年（平成元年）4月 - 東証・大証（第二部）に上場、資本金110億1,000万円。
- 1999年（平成11年）9月 - 東京支店を現在地に移転。
- 2002年（平成14年）4月 - 東京支店を東京本部に改称。
- 2017年（平成29年）
  - 4月11日 - 東海東京フィナンシャル・ホールディングスが株式公開買付けにより、議決権所有割合ベースで90.58%の株式を取得[2]。
  - 4月28日 - 東証第二部上場廃止。
  - 5月8日 - 株式売渡請求により、東海東京フィナンシャル・ホールディングスの完全子会社となる[3]。
- 2019年（令和元年）9月1日 - 東海東京証券に吸収合併され消滅[4]。

## 関連会社
- 髙木ビジネスサービス株式会社
- ハイツリー・パートナーズ株式会社

## 上場主幹事業務実績
| 上場月        | 銘柄名                     | 上場市場   |
| ------------- | -------------------------- | ---------- |
| 2008年10月7日 | メディサイエンスプラニング | ヘラクレス |

## その他
- 2010年（平成22年）6月、不動産投資ファンドについて、個人投資家に対しリスクの説明を十分に行わないまま販売したとして、近畿財務局から、7月1日より2週間の一部業務停止処分を受ける[5][6][7]。
- 2015年（平成27年）11月、業界初の投資信託専門店を開業した[8]。